# Jan Gunnarsson
Jan Gunnarsson (Olofström, 30 mei 1962) is een Zweeds voormalig tennisser.

## Carrière
Gunnarsson maakte zijn profdebuut in 1979 en won in zijn carrière één ATP-titel in het enkelspel en negen titels in het dubbelspel. Hij verloor vier titels in het enkelspel en tien keer in het dubbelspel. In het dubbelspel speelde hij samen met verschillende andere spelers zoals Michael Mortensen, Anders Järryd, Joakim Nyström, Peter Lundgren, Tomáš Šmíd en Rikard Bergh. 
Ondanks het succes in ATP-toernooien bereikte hij op de Grand Slams maar een halve finale op de Australian Open als beste resultaat.

## Palmares
| Legenda                       | Legenda               |
| ----------------------------- | --------------------- |
| Grand Slam                    |                       |
| Olympische Spelen             |                       |
| tot 2009                      | vanaf 2009            |
| Tennis Masters Cup            | ATP Finals            |
| ATP Masters Series            | ATP Tour Masters 1000 |
| ATP International Series Gold | ATP Tour 500          |
| ATP International Series      | ATP Tour 250          |

### Enkelspel
| Nr.                         | Datum            | Toernooi      | Ondergrond    | Tegenstander in finale | Score                   | Details |
| --------------------------- | ---------------- | ------------- | ------------- | ---------------------- | ----------------------- | ------- |
| Gewonnen finales herenenkel |                  |               |               |                        |                         |         |
| 1.                          | 24 november 1985 | ATP Wenen     | Tapijt (i)    | Libor Pimek            | 6-7, 6-2, 6-4, 1-6, 7-5 | details |
| Verloren finales herenenkel |                  |               |               |                        |                         |         |
| 1.                          | 12 maart 1984    | ATP Metz      | Tapijt (i)    | Ramesh Krishnan        | 3-6, 3-6                | details |
| 2.                          | 6 oktober 1986   | ATP Toulouse  | Hardcourt (i) | Guy Forget             | 6-4, 3-6, 2-6           | details |
| 3.                          | 13 juli 1987     | ATP Stuttgart | Gravel        | Miloslav Mečíř         | 0-6, 2-6                | details |
| 4.                          | 20 mei 1991      | ATP Bologna   | Gravel        | Paolo Canè             | 7-5, 3-6, 7-5           | details |
| Gewonnen challengers        |                  |               |               |                        |                         |         |
| 1.                          | 5 november 1989  | Bergen        | Tapijt (i)    | Brad Pearce            | 6-3, 7-6                |         |

### Dubbelspel
| Nr.                          | Datum             | Toernooi        | Ondergrond    | Partner           | Tegenstanders in finale          | Score         | Details |
| ---------------------------- | ----------------- | --------------- | ------------- | ----------------- | -------------------------------- | ------------- | ------- |
| Gewonnen finales herendubbel |                   |                 |               |                   |                                  |               |         |
| 1.                           | 1 november 1982   | ATP Stockholm   | Tapijt (i)    | Mark Dickson      | Sherwood Stewart Ferdi Taygan    | 7-6, 6-7, 6-4 | details |
| 2.                           | 7 maart 1983      | ATP Nancy       | Hardcourt (i) | Anders Järryd     | Ricardo Acuña Belus Prajoux      | 7-5, 6-3      | details |
| 3.                           | 9 april 1984      | ATP Nice        | Gravel        | Michael Mortensen | Hans Gildemeister Andrés Gómez   | 6-1, 7-5      | details |
| 4.                           | 16 juli 1984      | ATP Båstad      | Gravel        | Michael Mortensen | Juan Avendaño Fernando Roese     | 6-0, 6-0      | details |
| 5.                           | 19 november 1984  | ATP Toulouse    | Tapijt (i)    | Michael Mortensen | Pavel Složil Tim Wilkison        | 6-4, 6-2      | details |
| 6.                           | 22 september 1986 | ATP Barcelona   | Gravel        | Joakim Nyström    | Carlos Di Laura Claudio Panatta  | 6-3, 6-4      | details |
| 7.                           | 6 juli 1987       | ATP Gstaad      | Gravel        | Tomáš Šmíd        | Loïc Courteau Guy Forget         | 7-6, 6-2      | details |
| 8.                           | 6 oktober 1989    | ATP Wenen       | Tapijt (i)    | Anders Järryd     | Paul Annacone Kelly Evernden     | 6-2, 6-3      | details |
| 9.                           | 15 april 1991     | ATP Nice        | Gravel        | Rikard Bergh      | Vojtěch Flégl Nicklas Utgren     | 6-4, 4-6, 6-3 | details |
| Verloren finales herendubbel |                   |                 |               |                   |                                  |               |         |
| 1.                           | 16 mei 1983       | ATP Rome        | Gravel        | Mike Leach        | Francisco González Víctor Pecci  | 2-6, 7-6, 4-6 | details |
| 2.                           | 22 april 1984     | ATP Monte Carlo | Gravel        | Mats Wilander     | Mark Edmondson Sherwood Stewart  | 2-6, 1-6      | details |
| 3.                           | 15 oktober 1984   | ATP Keulen      | Tapijt (i)    | Joakim Nyström    | Wojtek Fibak Sandy Mayer         | 1-6, 3-6      | details |
| 4.                           | 12 november 1984  | ATP Treviso     | Tapijt (i)    | Sherwood Stewart  | Pavel Složil Tim Wilkison        | 2-6, 3-6      | details |
| 5.                           | 29 september 1985 | ATP Barcelona   | Gravel        | Michael Mortensen | Sergio Casal Emilio Sánchez      | 3-6, 3-6      | details |
| 6.                           | 27 oktober 1985   | ATP Keulen      | Tapijt (i)    | Peter Lundgren    | Alex Antonitsch Michiel Schapers | 4-6, 5-7      | details |
| 7.                           | 6 april 1986      | ATP Keulen      | Tapijt (i)    | Peter Lundgren    | Kelly Evernden Chip Hooper       | 4-6, 7-6, 3-6 | details |
| 8.                           | 19 oktober 1986   | ATP Bazel       | Tapijt (i)    | Tomáš Šmíd        | Guy Forget Yannick Noah          | 6-7, 4-6      | details |
| 9.                           | 12 februari 1989  | ATP Rotterdam   | Tapijt (i)    | Magnus Gustafsson | Miloslav Mečíř Milan Šrejber     | 6-7, 0-6      | details |
| 10.                          | 15 juli 1990      | ATP Båstad      | Gravel        | Udo Riglewski     | Ronnie Båthman Rikard Bergh      | 1-6, 4-6      | details |

## Resultaten grote toernooien
| Legenda | Legenda                          |
| ------- | -------------------------------- |
| g.t.    | geen toernooi gehouden           |
| l.c.    | lagere categorie                 |
| –       | niet deelgenomen                 |
| G       | uitgeschakeld in de groepsfase   |
| 1R      | uitgeschakeld in de eerste ronde |
| 2R      | uitgeschakeld in de tweede ronde |
| 3R      | uitgeschakeld in de derde ronde  |
| 4R      | uitgeschakeld in de vierde ronde |
| KF      | uitgeschakeld in de kwartfinale  |
| HF      | uitgeschakeld in de halve finale |
| F       | de finale verloren               |
| W       | het toernooi gewonnen            |
| w-v     | winst/verlies-balans             |

### Enkelspel
| toernooi            | 1982 | 1983 | 1984 | 1985 | 1986 | 1987 | 1988 | 1989 | 1990 | 1991 | 1992 |
| ------------------- | ---- | ---- | ---- | ---- | ---- | ---- | ---- | ---- | ---- | ---- | ---- |
| grandslamtoernooien |      |      |      |      |      |      |      |      |      |      |      |
| Australian Open     | –    | –    | –    | –    | –    | –    | –    | HF   | 1R   | 1R   | 1R   |
| Roland Garros       | 2R   | 2R   | 4R   | 2R   | 3R   | 2R   | 3R   | 2R   | 1R   | 1R   | –    |
| Wimbledon           | –    | 1R   | 1R   | 2R   | 2R   | 2R   | 2R   | 3R   | 1R   | 4R   | –    |
| US Open             | –    | –    | –    | –    | 1R   | –    | –    | –    | –    | –    | –    |

### Dubbelspel
| toernooi            | 1980 | 1981 | 1982 | 1983 | 1984 | 1985 | 1986 | 1987 | 1988 | 1989 | 1990 | 1991 | 1992 |
| ------------------- | ---- | ---- | ---- | ---- | ---- | ---- | ---- | ---- | ---- | ---- | ---- | ---- | ---- |
| grandslamtoernooien |      |      |      |      |      |      |      |      |      |      |      |      |      |
| Australian Open     | –    | –    | –    | –    | –    | –    | –    | –    | –    | 1R   | –    | 1R   | 1R   |
| Roland Garros       | –    | –    | 1R   | 2R   | 1R   | 3R   | 2R   | 2R   | 1R   | 1R   | –    | 1R   | –    |
| Wimbledon           | 2R   | 1R   | –    | 1R   | 1R   | 2R   | 2R   | 2R   | 1R   | 1R   | 1R   | –    | –    |
| US Open             | –    | –    | –    | –    | –    | –    | 1R   | –    | –    | –    | –    | –    | –    |